# Astragalus corrugatus
Astragalus corrugatus är en ärtväxtart som beskrevs av Antonio Bertoloni. Astragalus corrugatus ingår i släktet vedlar, och familjen ärtväxter. Inga underarter finns listade i Catalogue of Life.